# پی‌یر برگووی
پیر برگووآ (فرانسوی: Pierre Bérégovoy‎؛ ‏ ۲۳ دسامبر ۱۹۲۵ – ۱ مهٔ ۱۹۹۳) یک سیاست‌مدار اهل فرانسه بود که از ۲ آوریل ۱۹۹۲ تا ۲۹ مارس ۱۹۹۳ ۱۶۲مین نخست‌وزیر فرانسه بود.